# Zapłodnienie wewnętrzne

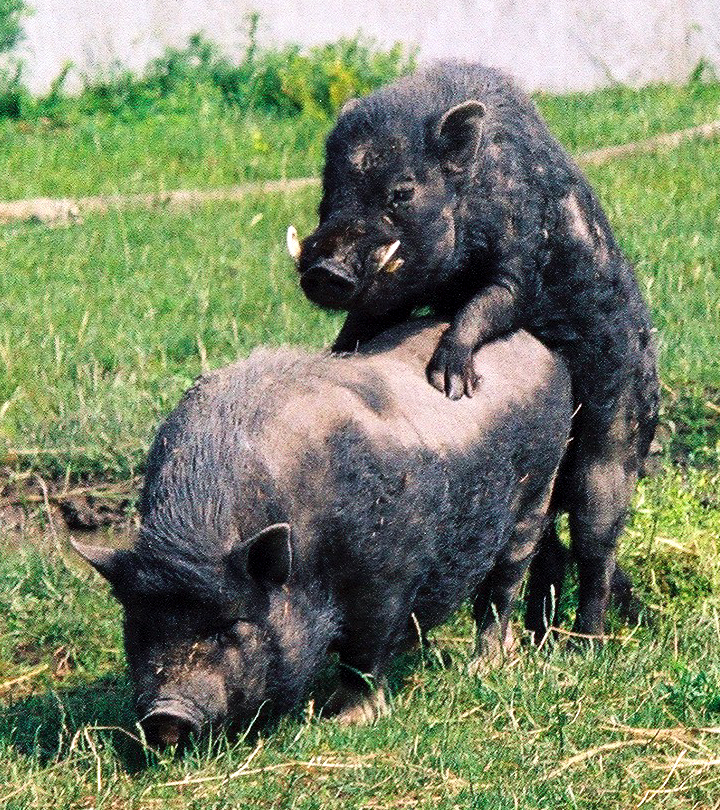
By zapłodnienie mogło zajść w ciele samicy, muszą zostać doń wprowadzenie gamety męskie. Odbywać się to może poprzez kopulację

Zapłodnienie wewnętrzne – zapłodnienie odbywające się wewnątrz ciała rodzica. Wśród zwierząt może odbywać się na kilka różnych sposobów
- kopulacja, obejmując wprowadzenie prącia bądź innego narządu kopulacyjnego do pochwy (u większości ssaków) bądź kloaki (stekowce, większość gadów, pewne ptaki, wśród płazów Ascaphus i pewne ryby, wymarłe dinozaury, jak też pewne bezkręgowce)[4].
- zetknięcie się kloak, występuje, gdy zwierzęta stykają się swymi stekami, by przekazać nasienie z samca na samicę. Występuje u większości ptaków, jak też u tuatary. Narząd kopulacyjny nie występuje[5].
- przekazanie spermatoforu, pakietu nasienia umieszczanego w kloace samicy, przechowywanego w spermatotece u sklepienia kloaki, wykorzystywanego następnie podczas składania jaj. Występuje u płazów ogoniastych, pajęczaków, niektórych owadów i pewnych mięczaków[6][7].

Rozwijające się jajo bądź osobnik na wyższym etapie rozwoju musi w pewnym momencie opuścić ciało rodzica. Z tego względu wyróżnia się 3 formy rozrodu:
- jajorodność – występuje u większości owadów i gadów, stekowców, także wśród wszystkich dinozaurów, w tym ptaków, składających jaja, które rozwijają się dalej po opuszczeniu organizmu matki, by wylęgły się z nich młode[8].
- żyworodność – stosują ją prawie wszystkie ssaki. Ich młode przychodzą na świat poprzez poród. Podczas rozwoju spędzają proporcjonalnie więcej czasu w drogach rodnych matki. Wydostają się na świat później, następnie występuje rozwinięta w różnym stopniu zależnie od gatunku opieka rodzicielska[9].
- jajożyworodność – wymienia się tu węża Thamnophis, większość żmij, karaczan madagaskarski. Ich potomstwo wylęga się z jaj podczas składania, co przypomina poród[10].